# Elaeocarpus floribundoides
Elaeocarpus floribundoides är en tvåhjärtbladig växtart som beskrevs av Hung T. Chang. Elaeocarpus floribundoides ingår i släktet Elaeocarpus och familjen Elaeocarpaceae. Inga underarter finns listade i Catalogue of Life.